# Symphysodon
Pour les articles homonymes, voir Discus.
 (janvier 2009).
Si vous disposez d'ouvrages ou d'articles de référence ou si vous connaissez des sites web de qualité traitant du thème abordé ici, merci de compléter l'article en donnant les références utiles à sa vérifiabilité et en les liant à la section « Notes et références ».
Genre
Espèces de rang inférieur
- Symphysodon discus
- Symphysodon aequifasciatus

Les discus (Symphysodon) forment un genre de poissons d'eau douce de la famille des Cichlidae. Ce genre regroupe deux espèces : le Discus de Heckel (Symphysodon  discus) et le Discus commun (Symphysodon aequifasciatus). C'est ce dernier qui a donné les premiers discus d'élevage dont les discus turquoise, les pigeon blood, marlboro, etc. Ce sont des espèces populaires en aquariophilie.

## Biologie

### Morphologie générale
Comme tous les Cichlidés du genre Pterophyllum, toutes les espèces de Symphysodon ont une forme plate, comprimée latéralement. Contrairement aux Pterophyllum, le Symphysodon ne présente pas ces prolongements  des nageoires en pointe qui donne aux scalaires sa forme caractéristique en chevron, et son apparence générale est plus arrondie. C'est cette forme en disque qui lui a valu son nom commun de discus.
Le poisson adulte atteint 20 cm voir plus, tant en hauteur qu'en longueur. Les côtés du poisson sont fréquemment marqués de motifs marbrés verts, rouges, bruns ou bleus.
Le dimorphisme sexuel est très faible, la forme des nageoires et de la zone pelvienne serait plus ronde chez la femelle. Le seul critère à peu près sûr est la forme des papilles génitales lors de la reproduction, ce qui permet d'identifier le mâle de la femelle dans un couple déjà formé : la papille est plus pointue chez le mâle, et arrondie chez la femelle (mais même ce critère n'est pas toujours très évident).

### Reproduction
Une caractéristique spécifique du discus est le soin  avec lequel les parents élèvent leurs alevins. C'est un fait commun à tous les cichlidés mais il se manifeste d’une manière unique en son genre chez le discus : les parents  sécrètent  une substance qui suinte au travers des pores de leur peau pour nourrir leur progéniture.
Une ponte peut générer plus d'une centaine d'œufs. La femelle dépose ses œufs sur un support subvertical que le mâle féconde par la suite.
Les deux premiers jours après l'éclosion, les petits se nourrissent de leur sac vitellin puis ils migrent sur le dos des parents et se nourrissent de cette substance pendant 7 à 10 jours. Dès que les petits sont suffisamment développés, ils se nourrissent de façon autonome. Il n’est pas rare de voir les jeunes s’agglutiner autour de leurs parents.  Cette caractéristique (convergence avec les mammifères) a également été observée dans les poissons du genre uaru (Uaru amphiacanthoides).
Ils nettoient et ventilent la ponte, récupèrent les jeunes égarés dans leur bouche pour les rassembler avec le reste du groupe et défendent le territoire de ponte contre l'intrusion d'autres poissons.

## Description des espèces
Seul le patron mélanique permet de différencier les espèces puisque les nombres d’écailles sur la ligne latérale se chevauchent pour les deux espèces. Celles-ci sont très semblables et peuvent être croisées entre elles. Les discus se caractérisent par leur forme en soucoupe et leurs couleurs qui varient dans des nuances de vert, de rouge et de bleu. La  largeur et la longueur du poisson d’élevage est d'environ 15 à 20 cm.

## Répartition géographique
Ils sont originaires de l'Amazone.

## Comportement
Les discus sont des poissons grégaires, qui ne s’épanouissent qu’en groupe. Bien que d’un naturel calme, le discus est un cichlidé : la hiérarchie est omniprésente dans le groupe, elle se manifeste lors de l'accès à la nourriture, de la constitution des couples et des pontes. Chaque période de ponte fait l’objet de joutes qui peuvent être assez violentes.

## Aquariophilie

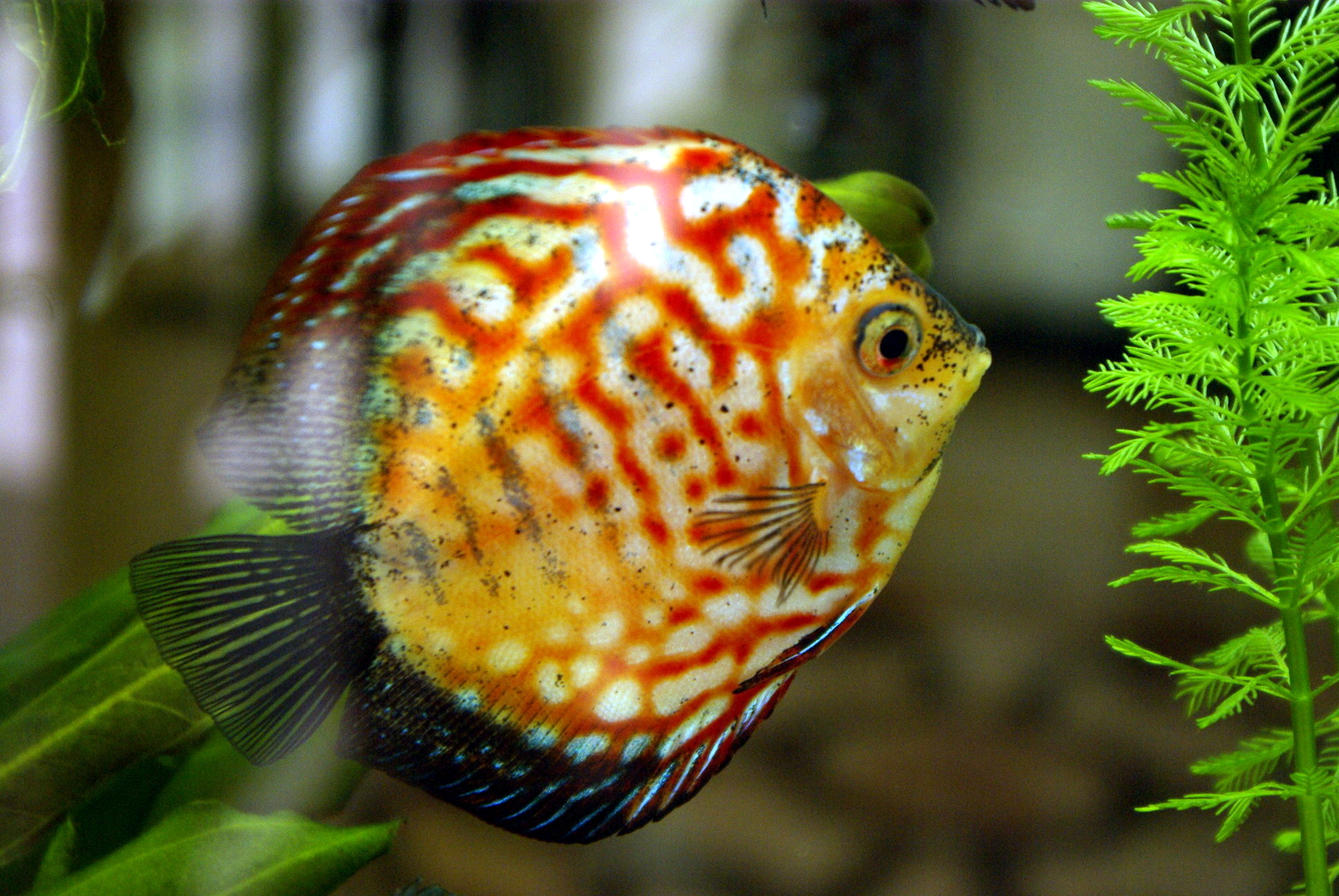
Un symphysodon photographié à Beijing

### Généralités
Le discus est un poisson calme, qui se laisse admirer. C'est un poisson plus difficile à entretenir que le scalaire, et qui n'est pas conseillé pour des débutants : l'entretien de l'aquarium doit être d'excellente qualité, la nourriture bien adaptée, et leur comportement surveillé en permanence. Les souches d'élevage sont cependant plus résistantes que les souches sauvages, et peuvent facilement supporter l'eau du robinet si elles y ont été habituées dès la naissance.
Les discus d'aquarium sont des pensionnaires paisibles. Ils sont sensibles au stress, aux perturbations ou au manque  d’attention. Les meilleurs colocataires peuvent être les scalaires (Pterophyllum) (bien que beaucoup d'aquariophiles prétendent que la cohabitation avec le scalaire  puisse favoriser l’apparition de parasites et/ou de maladies) et les petits Characidae comme le néon. Le Discus contrairement au Scalaire ne risque pas de manger les petits tétra du fait de sa toute petite bouche. L'Uaru est un autre colocataire possible du discus.
Comme tous les Cichlidés, c'est un poisson grégaire, territorial et hiérarchique : il lui faut donc un aquarium de grande taille (à partir de 200l), où cinq individus puissent disposer chacun de son territoire (compter 50l à 100l de territoire par poisson).
Comme l'animal est grégaire, un nombre minimal de 5 individus permettra au groupe de constituer sa hiérarchie, quelquefois violemment, sachant qu’on peut augmenter ce nombre, si les autres aspects de la maintenance le permettent. Plus le nombre d'individu est faible plus des comportements agressifs peuvent avoir lieu, ceux ci souvent disparaissent autour d'une dizaine d'individu.
Le Discus n'a pas vraiment une notion de territoire. Il va protéger sa ponte et ses alevins. Mais il partage facilement son espace de vie avec les autres individus et les autres espèces. Il est en général attaché à son espace de vie. Selon les personnes qui l'on étudier dans son environnement naturel, il est pas rare de retrouver les individus au même endroit quelle que soit la hauteur d'eau de la rivière. À savoir que cette hauteur d'eau varie énormément selon les saisons (+ 9 m). Il reste toutefois très compliqué à observer en période de forte pluie, l'eau est trouble et les étendues d'eau immense.

### Reproduction

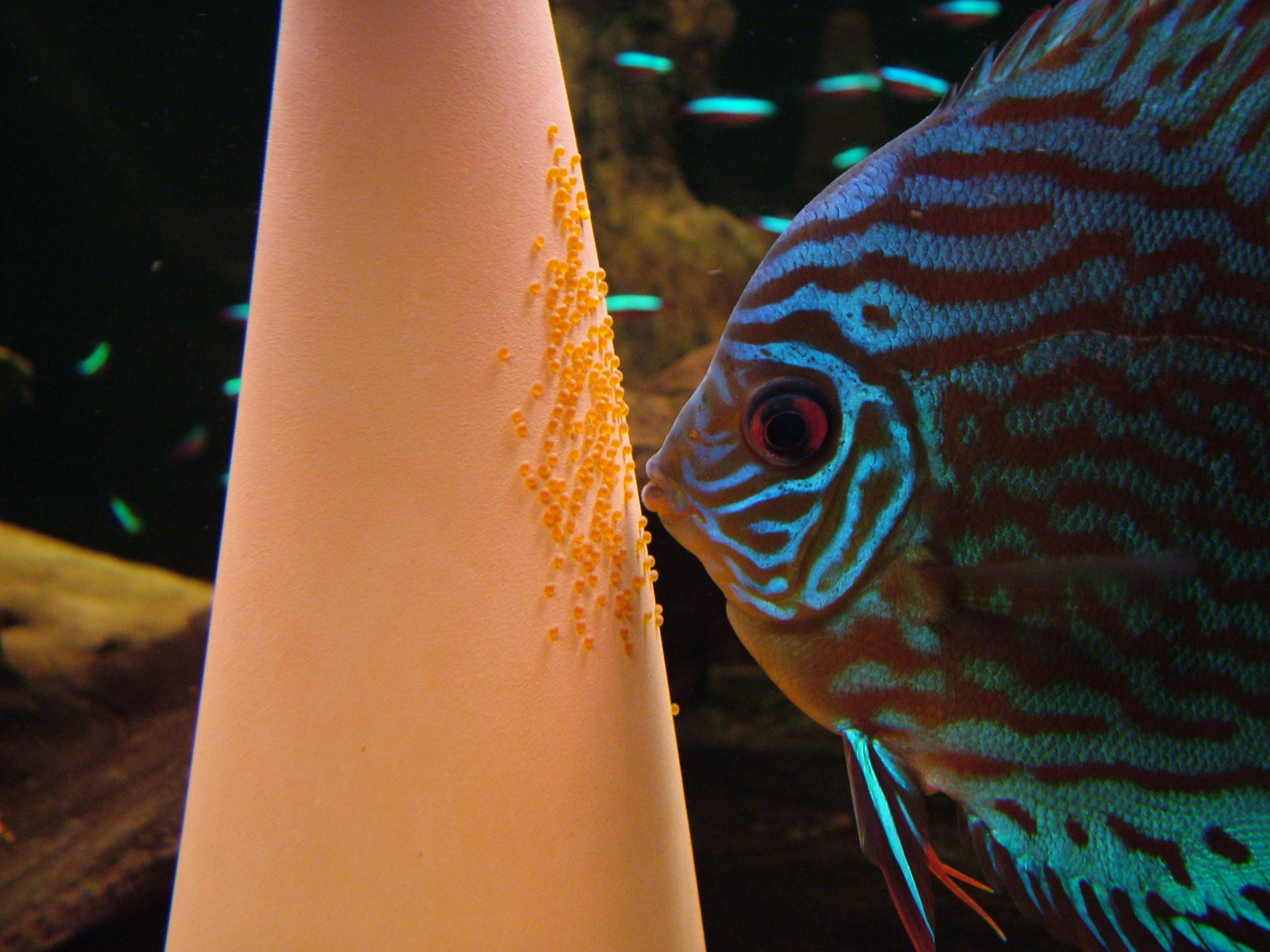
Un discus

Les couples se forment spontanément, et les pontes sont fréquentes si les conditions d'eau sont adaptées, mais de même que pour les scalaires, elles sont rarement menées à terme dans un bac communautaire perturbé notamment par la distribution de nourriture. Pour des pontes de reproduction, le couple doit être isolé dans un bac de reproduction nu, d'une centaine de litres, disposant d'un cône de ponte. 200 L est même idéal pour permettre la rotation et le repos des parents.

### Conditions de maintenance
Les conditions de maintenance doivent correspondre au stade auquel se trouvent les discus : reproduction, croissance, traitements ou maintenance.
Elles doivent tenir compte aussi de l’objectif de l’aquariophile : l’agrément (comprendre « un joli bac planté ») ou la sélection et l'élevage (comprendre « un certain nombre de bacs nus »).
Il va de soi que la recherche de l’agrément ne doit en aucun cas se traduire par une dégradation de la qualité de vie des discus.

### Dimension du bac
Généralement, les discus sont achetés à une taille d’environ 6-8 cm. Leur croissance n’est donc pas terminée.
Pour simplifier la problématique, il faut considérer qu’un stress minimal est garant de la réussite. Pour minimiser le stress, outre un milieu parfaitement propre, il conviendra d’éliminer toute « pomme de discorde » : pas de territoire à protéger, pas de constitution de couple, pas de ponte incontrôlée et pas de dominance exagérée.
Une certaine surpopulation calme les velléités des plus forts, néanmoins plusieurs bacs nus (faciles à entretenir) sont fortement conseillés pour gérer au mieux cette période : ils permettront de changer d’environnement un poisson agressif ou un poisson grossissant moins vite. Dans ce cadre, de 1 à 3 bacs nus de 200 litres permettront de faire grossir de 6 à 30 discus dans les meilleures conditions.
Il est possible de mener à bien une croissance en bac d’agrément planté, mais il faut être conscient que c’est plus compliqué (entretien plus lourd), plus aléatoire (la hiérarchie implique des dominés - qui grandiront moins - des territoires et des constitutions de couples –donc des querelles) et que les résultats seront moins bons, même pour les dominants. On bénéficiera en revanche du vrai caractère des Discus, c’est un choix. Dans ce cas, il faudra considérer deux éléments : le volume d’eau disponible par poisson et l’espace libre, permettant aux dominés de fuir sans trop se cogner aux vitres.
Pour le volume d’eau, le consensus général préconise « de 80 à 100 litres par discus », 70 litres étant une bonne moyenne, donc 350 litres pour un groupe de 5, mais il est préférable d'avoir au moins un groupe de 10 ou plus dans au moins 450L pour éviter les problèmes de dominance. Pour la place de nage, une façade de 120 à 150 cm  au moins est requise. Un bac d'une profondeur de 60 cm sera plus adapter pour facilité la circulation des poissons. Il ne faut pas oublier que c'est un animal grégaire rassuré par le groupe. Une hauteur d'aquarium d'au moins 40 cm est nécessaire mais 60 cm ou plus est appréciable. Dans la nature on retrouve souvent le Discus à 1 ou 2 m de profondeur

### Qualité de l'eau
Le discus demande une eau plus chaude que la moyenne des poissons tropicaux, de 26 °C à 32 °C (28 °C pour la reproduction). Le pH doit être légèrement acide (pH=6±0.5) et l'eau très peu dure (3 °d GH pour la reproduction). Dans la nature le pH être en général de 5.5 mais il n'est pas utile de maintenir ses paramètres. Les aquariums de discus sont typiquement filtrés sur lit de tourbe, dont ils reçoivent une couleur ambrée assez caractéristique.
C’est l’un des points les plus importants pour la maintenance du discus. Dans son milieu d’origine, l’eau est très douce et acide et surtout, très peu polluée. Même si les variétés d’élevage semblent plus tolérantes que les variétés sauvages, il convient de ne pas trop s’éloigner des valeurs d’origine et surtout de leur offrir une eau totalement exempte de polluants, notamment les nitrates qu’ils supportent mal et freinent leur croissance.
- Un pH acide, entre 4,5 et 6
- Une eau douce, GH entre 1° et 3°
- Des nitrates le plus proche possible de 0 et de toutes façons inférieurs à 10 mg/l.

Pour atteindre ces valeurs et si l’eau de conduite n’est pas adaptée, on utilisera de l’eau osmosée ou déminéralisée par des résines cationiques et anioniques.
La qualité de l'eau sera nettement améliorée avec une filtration par décantation permettant un meilleur échange gazeux. Cela permet d'évacuer l'azote et d'augmenter sensiblement l'oxygénation. Une bonne oxygénation est nécessaire aux poissons, il faut rechercher une valeur proche de 10mg/L (21mg/L dans l'air). L'oxygénation permet aussi une bonne oxydation qui améliore le milieu par sa capacité désinfectante et limite la nécessité des changements d'eau

#### Changements d'eau
En phase de croissance, les changements d’eau sont un facteur clé. Plus ils sont importants et réguliers, plus la croissance est rapide. Des changements journaliers de 20 à 50 % du volume du bac (en fonction de la population) seront requis car en général les filtrations sont insuffisante, d’où l’intérêt d’un bac plus petit et nu, ce qui en facilite l’entretien.
En bac d’agrément planté, il est souvent plus difficile d’avoir ce niveau de changements d’eau. En respectant la « règle » des 70 litres par discus, des changements de 20 % une à deux fois par semaine suffisent généralement. Il faudra ajuster en fonction de la concentration en polluants, notamment les nitrates et augmenter les changements s’ils dépassent la valeur de 50 mg/l. 
Les bacs avec du sable permettent aux bactéries et micro-organismes de traiter les déchets et limites grandement la nécessité d'entretien. 
Le principale facteur de dégradation de l'eau est la trop grande quantité de nourriture distribuée qui non seulement réduit la durée de vie de poissons en créant des problèmes de santé mais aussi va nettement plus polluer l'eau car la nourriture non consommée est très polluante
Une nourriture adaptée et une filtration de qualité limite le besoin de changement d'eau

### Température, éclairage
Le discus étant un poisson d’eau « chaude », il conviendra de chauffer entre 26 et 30 °C.
Pour ce qui concerne l’éclairage, il dépend du type de bac. En bac nu, il a peu d’importance. Un éclairage faible est même recommandé, afin de limiter le stress des Discus. Choix de maintenance idéale en élevage 
En bac planté, les plantes nécessitant beaucoup de lumière, on adaptera son éclairage aux besoins des plantes. Par contre, on essaiera d’aménager des zones d’ombre, que les Discus apprécient parfois. En bac avec décor il est nécessaire de prévoir une plage dans la zone de nourrissage pour éviter le gaspillage et la pollution. Un bac avec décors va mettre en valeur l'aquarium et les poissons.
La régulation de la lumière permettra aussi de limiter les algues, souvent synonyme d'un éclairage trop intense

### L'alimentation en aquarium
Pour étudier l'alimentation du Discus nous allons définir tout d'abord ses besoins.

#### Besoins énergétiques
Le métabolisme des poissons est assez faible, car ils ne régulent pas leur température. Ils ne luttent pas non plus contre la pesanteur, et leur mode d'excrétion des déchets sous forme d'ammoniaque est aussi économique en énergie puisqu'il ne nécessite aucune transformation. Les besoins à l'entretien sont faibles. Ces besoins dépendent quand même de la température du bac, les poissons vivant dans une eau plus chaude consomment plus d'énergie. De même, plus les poissons sont jeunes et donc en phase de croissance, plus ils consomment de l'énergie.

#### Les besoins protéiques
Les protéines représentent une source importante. Elles peuvent fournir de 40 à 80 % de l'énergie dépensée par le Discus. Elles servent en plus à la constitution des protéines du poisson lui-même. Elles peuvent aussi stimuler la sécrétion de certaines hormones.
Il faut savoir que le mucus parental contient près de 73 % de protéines et que les discus juvéniles ont des besoins de l'ordre de 45 % de protéines.
Pour la source, la préférence ira vers des protéines animales, plus digestes pour les poissons et contenant un profil d'acides aminés plus en rapport avec leurs besoins. Certaines sources de protéines végétales ont même des effets négatifs. (Soja et blé entre autres)
On pourra utiliser du cœur de bœuf (20 % de protéines), des viandes de poissons maigres. Pour augmenter le taux de protéine et arriver aux 45 % désirés, il conviendra d'ajouter des farines de poissons, mais il n'est pas très friand de son goût et de son odeur. La moule est un excellent aliment pour le Discus. Attention toutes ses pâtées peuvent être extrêmement polluante, il faut en limiter l'usage, très bien pour la croissance des jeunes, pas très utile pour la maintenance des adultes. 
Le Discus n'est pas un chasseur, il est opportuniste, il va consommer les insectes qui passent à sa portée riche en protéines
Il est aussi capable de jeûner pendant de longue période, ce qu'il fait naturellement en période de reproduction ou en fonction de la saison des pluies et de faite de la richesse du milieu.

#### Les besoins lipidiques
Leur apport est important d'un point de vue qualitatif, car ils fournissent des acides gras essentiels. D'un point de vue quantitatif, ils sont aussi une source d'énergie, permettant d'utiliser moins de protéines et de relâcher moins de déchets azotés comme l'ammoniaque. Avec 50 % de protéines dans l'aliment, on peut fournir près de 15 % de lipides. Pour une pâtée maison qui ne contient que 20 % de protéines, il faudra rester aux alentours de 10 % de lipides.

#### Besoins glucidiques
Les glucides sont très mal utilisés par les poissons. Les glucides complexes comme l'amidon doivent être très cuits pour être plus digestes, sinon ils peuvent créer des intolérances. Même si les glucides ne sont pas indispensables aux poissons, en petite quantité, ils favorisent l'utilisation des protéines.

#### Les vitamines et sels minéraux
Les besoins ne sont pas très différents des nôtres. Seuls l'inositol et la choline sont plus demandés par les poissons. Les aliments du commerce contiennent les quantités suffisantes de vitamines. Il est inutile d'en ajouter dans la mesure où certaines vitamines liposolubles peuvent, en excès, provoquer des dommages. La vitamine C tient une place importante grâce à son activité anti-oxydante. Elle permet aux êtres vivants de lutter contre de nombreux stress. On l'utilisera à la dose de 250 mg/kg d'aliment. On utilise de préférence des formes stables comme les polyphosphates ou monophosphates. Leur activité étant moindre, il convient de doubler la dose. La vitamine C se conserve très mal, il est donc opportun de la donner sous forme liquide mélangée aux granulés qui vont l'absorber juste avant la distribution lors des cures.
Les vitamines sont peu stables, il convient donc de faire attention à la conservation des aliments. Il est de plus inutile d'ajouter des vitamines directement dans l'eau du bac, elles y seront très rapidement dégradées. Il peut être opportun de stocker la nourriture au réfrigérateur si elle est pas consommée rapidement.
Les poissons tirent leurs minéraux aussi bien de l'eau que de l'aliment. En eau très douce, il convient d'apporter ces minéraux par une alimentation variée et équilibrée.

#### L'alimentation dans la nature
Le Discus va varier sa nourriture en fonction de son lieu de vie et de la saison. Il est capable de s'adapter beaucoup à son milieu. La forêt amazonienne est immense et les milieux peuvent énormément varier. Il est difficile d'étudier le comportement alimentaire naturel du Discus. Souvent l'eau est très teintée et les étendues d'eau immenses. Le Discus a tendance à rester dans sa zone de vie habituelle. 
Il va manger les micro-organismes et insectes qui passent à sa portée. Les larves de moustiques sont une partie importante de ses repas. 
Le périphyton, cet ensemble de micro-organismes, bactéries, algues qui se retrouve sur les branches d'arbres tombées dans l'eau ou roches fait partie aussi de son menu surtout en période sèche ou la nourriture peut se faire rare.

#### Une fréquence et une quantité adapté en fonction de l'age
Il est important de diminuer la quantité de nourriture distribué à mesure de la croissance du poisson. 
Alevins, il faut pratiquement qu'il mange à volonté comme il peut le faire sur le dos de ses parents.
Petit à petit, on passera à 5 6 fois par jour. Quand il atteint les 7-8 cm, il est pratiquement hors de danger, on va continuer à le nourrir au minimum 3 4 fois, plus si possible. Adulte, lorsque l'on approche les 14 cm, 2 distributions par jour de quelques granulés est nettement suffisant, il continuera de grandir doucement. Il sera adulte vers un an mais un beau spécimen a en général deux ans. 
Réduire la nourriture permettra de garder les poissons en bonne santé pendant de nombreuses années si les paramètres de maintenance sont bons. En cela, on pourrait faire le rapprochement avec la diététique humaine.

### Parasitisme
Le Discus, comme tout être vivant, est exposé au parasitisme. Le parasitisme n'est pas une synergie. Le parasite pour tout ou partie de son cycle de vie va utiliser les ressources de son hôte pouvant entraîner la mort de celui-ci. En général, l'hôte va progressivement s'affaiblir surtout si son système immunitaire subit un stress. 
Le Discus est particulièrement sensible aux parasitismes du fait de son mode de reproduction. Les alevins se nourrissant du mucus parental, à ce moment-là, ils récupèrent les souches de parasites des parents. Les organes internes exposés depuis petits sont fragilisés contrairement aux autres espèces de poissons qui ne s'occupent pas de leurs alevins. 
Le parasitisme est le frein numéro un à la bonne croissance du Discus.
La stratégie de survie fantastique du Discus par la protection des alevins et sa capacité de booster leurs croissances se révèle être aussi une grande faiblesse. C'est aussi ce qui fait de ce poisson un Graal de l'aquariophilie, le roi des aquariums.
La qualité sanitaire de l'élevage du Discus est donc d'une importance toute particulaire pour pouvoir apprécier sa présence et sa maintenance

## Liste des espèces
Selon FishBase (26 janv. 2017) :
- Symphysodon aequifasciatus Pellegrin, 1904
- Symphysodon discus Heckel, 1840
- Symphysodon tarzoo Lyons, 1959

Il existe un grand nombre de sous-espèces et de nombreuses variétés hybrides qui sont sélectionnées par les aquariophiles.